# ناو آشیگارا
ناو آشیگارا (به انگلیسی: Japanese cruiser Ashigara) یک زیردریایی بود که طول آن ۲۰۳٫۷۶ متر (۶۶۸ فوت ۶ اینچ) بود. این زیردریایی در سال ۱۹۲۸ ساخته شد.